# Resident Evil: Afterlife
Resident Evil: Afterlife is een Amerikaanse horror- en actiefilm uit 2010, geregisseerd door Paul W.S. Anderson. Het is het vierde deel in de Resident Evil-filmserie, gebaseerd op de gelijknamige computerspellen. De film werd genomineerd voor Genie's in de categorieën grime, geluidsmontage, kostuums en productie-ontwerp. Tijdens de uitreiking kreeg Resident Evil: Afterlife daadwerkelijk een Golden Reel Award toegekend.

## Verhaal
Vier jaar nadat het T-virus zich begon te verspreiden, is vrijwel de hele mensheid besmet. Alleen op enkele plaatsen in de wereld bevinden zich nog groepjes gezonde mensen die uit handen van de bloeddorstige geïnfecteerden proberen te blijven.
Alice en haar klonen vallen een basis aan in Tokyo, een poging om Albert Wesker te doden.
Wanneer Wesker ontsnapt per vliegtuig, blaast hij de basis op. Hierbij komen alle klonen om, terwijl de echte Alice zich in het vliegtuig heeft verstopt. Voordat ze Wesker kan doden, wordt ze geïnjecteerd met een virus dat haar krachten afneemt.
Het vliegtuig stort in het gebergte neer, Alice overleeft het, maar geen spoor van Wesker.
Zes maanden later, Alice vliegt over Noord- Amerika en volgt de nooduitzending van Arcadia.
Nadat ze geland is, wordt ze aangevallen door een persoon, die Claire Redfield blijkt te zijn.
Op de borst van Claire zit een soort apparaat, dat Alice eraf haalt maar Claire blijkt geheugenverlies te hebben.
Met zijn tweeën gaan ze per vliegtuig verder, komen bij Los Angeles aan en zien dat een grote horde zombies om een gebouw staan.
Na een moeilijke landing maken ze kennis met een aantal mensen die in het gebouw schuilen.
Hier leert ze dat Arcadia een schip is en het geheugen van Claire komt beetje bij beetje naar boven.
Een gevangene, Chris Redfield, beweert dat hij een broer is van Claire.
De basis wordt aangevallen door Majini zombies en de groep besluit te vluchten.
Alice, Chris en Crystal zwemmen naar het onderwatergelopen wapenkamer, maar Crystal wordt algauw
gedood als ze boven water komen.
Chris en Alice sluiten zich in de kamer op.
Angel informeert Bennett en Yong dat het ontsnappingsvoertuig defect is en dat het minstens een week duurt om het te maken, maar Bennett schiet Angel neer en vertrekt met het vliegtuig van Alice naar Arcadia.
Terwijl de Axeman/Executioner samen met de andere zombies door het hek breekt, wil de rest van de overlevenden door de tunnel in de douches ontsnappen.
Chris en Luther zitten al in de tunnel, maar Yong twijfelt en wordt opeens in tweeën gehakt door de Axeman.
Alice wordt bewusteloos geslagen en Claire weet het monster neer te schieten.
Alice komt bij net op het moment dat de Axeman zijn gigantische bijl/hamer gooit en mist beiden net en Alice schiet zijn hoofd eraf en beiden gaan de tunnel in.
Ze komen Chris tegen en Luther wordt gegrepen en verdwijnt.
Als de drie aankomen op Arcadia bevrijden ze de gevangenen, onder wie K-Mart.
Alice gaat ondertussen op verkenning en komt een met-gegroeide-krachten Wesker tegen.
Chris en Claire arriveren en worden door Wesker aangevallen, terwijl Alice met twee Majini honden en Bennett vecht. Wesker is te sterk voor Chris en Claire en sluit ze op, maar Alice weet met de hulp van K-Mart beide te overwinnen. Ze bevrijden Chris en Claire en beide beginnen op Weskers te schieten. Het viertal vertrekt en laten Bennett opgesloten achter in de kamer.
Wesker ontsnapt per vliegtuig, maar Alice heeft een bom in het vliegtuig verstopt die ontploft met Wesker er nog in. Als Alice, Claire, Chris en K-Mart op het dek van het schip aankomen, onopgemerkt door hun ziet men in de verte iets langzaam vallen en Luther blijkt nog te leven. Er komen vele Umbrella vliegtuigen aan en de aftiteling begint te lopen, na bijna een minuut volgt er nog een korte scène.
Hierin is Jill Valentine te zien, die na Resident Evil: Apocalypse vermist raakte.
Ze draagt hetzelfde apparaat als wat Claire droeg en geeft bevelen uit aan de Umbrella soldaten.

## Rolverdeling
- Milla Jovovich - Alice
- Ali Larter - Claire Redfield
- Wentworth Miller - Chris Redfield
- Spencer Locke - K-Mart
- Shawn Roberts - Albert Wesker
- Kim Coates - Bennet
- Kacey Barnfield - Crystal
- Norman Yeung - Kim Yong
- Sergio Peris-Mencheta - Angel Ortiz
- Mika Nakashima - J-Pop Girl (patiënt zero)
- Ray Olubowale -  Axeman/ Executioner
- Boris Kodjoe - Luther West
- Fulvio Cecere - Wendell
- Sienna Guillory - Jill Valentine